# Favolaschia calamicola
Favolaschia calamicola är en svampart som beskrevs av Henn. & E. Nyman 1899. Favolaschia calamicola ingår i släktet Favolaschia och familjen Mycenaceae.   Inga underarter finns listade i Catalogue of Life.